# Eliesse Ben Seghir
Eliesse Ben Seghir (in arabo إلياس بن صغير‎?; Gassin, 16 febbraio 2005) è un calciatore marocchino, attaccante del Monaco e della nazionale marocchina.

## Biografia
Ha un fratello maggiore, Salim, che è a sua volta un calciatore professionista.

## Carriera

### Club
Cresciuto nel settore giovanile del Monaco, il 5 agosto 2022 firma il suo primo contratto professionistico con i monegaschi, valido fino al 2025. Il 3 novembre successivo ha esordito in prima squadra, in occasione dell'incontro di Europa League vinto per 4-1 contro la Stella Rossa, subentrando a Kevin Volland al 90'.
Il mese successivo, il 28 dicembre, bagna il debutto in Ligue 1 contro l'Auxerre con una doppietta che permette il club del Principato di prevalere sugli avversari per 3-2.

### Nazionale
Dopo avere giocato per le nazionali giovanili francesi Under-17, Under-18 e Under-19 ha scelto di rappresentare il Marocco, nazionale delle sue origini, con cui ha esordito il 22 marzo 2024 nell'amichevole vinta 1-0 contro l'Angola. Il 7 giugno seguente realizza la sua prima rete per la massima selezione marocchina nel successo per 2-1 contro lo Zambia.

## Statistiche

### Presenze e reti nei club
Statistiche aggiornate al 13 maggio 2025.
| Stagione        | Squadra         | Campionato      | Campionato | Campionato | Coppe nazionali | Coppe nazionali | Coppe nazionali | Coppe continentali | Coppe continentali | Coppe continentali | Altre coppe | Altre coppe | Altre coppe | Totale | Totale |
| Stagione        | Squadra         | Comp            | Pres       | Reti       | Comp            | Pres            | Reti            | Comp               | Pres               | Reti               | Comp        | Pres        | Reti        | Pres   | Reti   |
| --------------- | --------------- | --------------- | ---------- | ---------- | --------------- | --------------- | --------------- | ------------------ | ------------------ | ------------------ | ----------- | ----------- | ----------- | ------ | ------ |
| 2022-2023       | Monaco          | L1              | 19         | 4          | CF              | 1               | 0               | UCL+UEL            | 0+3                | 0                  | -           | -           | -           | 23     | 4      |
| 2023-2024       | Monaco          | L1              | 13         | 2          | CF              | 1               | 0               | UCL                | 0                  | 0                  | -           | -           | -           | 14     | 2      |
| 2024-2025       | Monaco          | L1              | 32         | 6          | CF              | 2               | 1               | UCL                | 10                 | 2                  | SF          | 1           | 0           | 45     | 9      |
| Totale carriera | Totale carriera | Totale carriera | 64         | 12         |                 | 4               | 1               |                    | 13                 | 2                  |             | 1           | 0           | 82     | 15     |

### Cronologia presenze e reti in nazionale
| Cronologia completa delle presenze e delle reti in nazionale ― Marocco | Cronologia completa delle presenze e delle reti in nazionale ― Marocco | Cronologia completa delle presenze e delle reti in nazionale ― Marocco | Cronologia completa delle presenze e delle reti in nazionale ― Marocco | Cronologia completa delle presenze e delle reti in nazionale ― Marocco | Cronologia completa delle presenze e delle reti in nazionale ― Marocco | Cronologia completa delle presenze e delle reti in nazionale ― Marocco | Cronologia completa delle presenze e delle reti in nazionale ― Marocco |
| Data                                                                   | Città                                                                  | In casa                                                                | Risultato                                                              | Ospiti                                                                 | Competizione                                                           | Reti                                                                   | Note                                                                   |
| ---------------------------------------------------------------------- | ---------------------------------------------------------------------- | ---------------------------------------------------------------------- | ---------------------------------------------------------------------- | ---------------------------------------------------------------------- | ---------------------------------------------------------------------- | ---------------------------------------------------------------------- | ---------------------------------------------------------------------- |
| 22-3-2024                                                              | Agadir                                                                 | Marocco                                                                | 1 – 0                                                                  | Angola                                                                 | Amichevole                                                             | -                                                                      | 88’                                                                    |
| 26-3-2024                                                              | Agadir                                                                 | Marocco                                                                | 0 – 0                                                                  | Mauritania                                                             | Amichevole                                                             | -                                                                      | 64’                                                                    |
| 7-6-2024                                                               | Agadir                                                                 | Marocco                                                                | 2 – 1                                                                  | Zambia                                                                 | Qual. Mondiali 2026                                                    | 1                                                                      | 77’                                                                    |
| 11-6-2024                                                              | Agadir                                                                 | Marocco                                                                | 6 – 0                                                                  | Rep. del Congo                                                         | Qual. Mondiali 2026                                                    | -                                                                      | 61’                                                                    |
| 12-10-2024                                                             | Oujda                                                                  | Marocco                                                                | 5 – 0                                                                  | Rep. Centrafricana                                                     | Qual. Coppa d'Africa 2025                                              | -                                                                      | 65’                                                                    |
| 15-10-2024                                                             | Oujda                                                                  | Rep. Centrafricana                                                     | 0 – 4                                                                  | Marocco                                                                | Qual. Coppa d'Africa 2025                                              | 2                                                                      | 68’                                                                    |
| 15-11-2024                                                             | Franceville                                                            | Gabon                                                                  | 1 – 5                                                                  | Marocco                                                                | Qual. Coppa d'Africa 2025                                              | -                                                                      | 59’ 87’                                                                |
| 19-11-2024                                                             | Oujda                                                                  | Marocco                                                                | 7 – 0                                                                  | Lesotho                                                                | Qual. Coppa d'Africa 2025                                              | -                                                                      | 46’                                                                    |
| 21-3-2025                                                              | Oujda                                                                  | Niger                                                                  | 1 – 2                                                                  | Marocco                                                                | Qual. Mondiali 2026                                                    | -                                                                      | 56’                                                                    |
| 25-3-2025                                                              | Oujda                                                                  | Marocco                                                                | 2 – 0                                                                  | Tanzania                                                               | Qual. Mondiali 2026                                                    | -                                                                      | 71’                                                                    |
| 6-6-2025                                                               | Fès                                                                    | Marocco                                                                | 2 – 0                                                                  | Tunisia                                                                | Amichevole                                                             | -                                                                      | 83’                                                                    |
| Totale                                                                 |                                                                        | Presenze                                                               | 11                                                                     |                                                                        | Reti                                                                   | 3                                                                      |                                                                        |

## Palmarès
- Bronzo olimpico: 1

Parigi 2024